# Motorway M20
La M20 è un'autostrada della Gran Bretagna che collega la tangenziale di Londra M25, nei pressi di Swanley, alla città costiera di Folkestone, nel Kent da dove poi, tramite la strada A20 è possibile proseguire per l'imbocco del tunnel ferroviario sotto la Manica e Dover, dove si trovano gli imbarchi dei traghetti per Calais. L'autostrada, che è lunga 81,4 km fa parte della strada europea E15.

## Uscite
| Motorway M20              |                                                          |        |                                                                                           |
| Miglia (Chilometri)       | Uscite in direzione ovest (carreggiata B)                | Uscite | Uscite in direzione est (carreggiata A)                                                   |
|                           | La strada continua come A20 Londra sud est, Lewisham A20 | U1     | Dartford Crossing, Gatwick M25 West Kingsdown A20 Swanley B2173 Traffico non autostradale |
| 17,8 (28,7)               | Dartford Crossing M25 Central London (A2) Swanley B2173  | U1     | Inizio dell'autostrada                                                                    |
| 26,2 (42,2) 26,3 (42,4)   | Nessun accesso                                           | U2     | Paddock Wood A20 (B2016) Gravesend, Tonbridge (A227) Wrotham                              |
| 28,1 (45,3) 28,5 (45,8)   | M26 (M25 (CW)) Heathrow, Gatwick Sevenoaks (A25)         | U3     | Nessun accesso                                                                            |
| 30,9 (49,7) 31,3 (50,3)   | West Malling, Rochester, Tonbridge A228                  | U4     | West Malling, Rochester, New Hythe A228                                                   |
| 33,6 (54,1) 34,1 (54,8)   | Aylesford A20                                            | U5     | Maidstone, Aylesford A20                                                                  |
| 35,4 (56,9)               | Maidstone, Chatham A229                                  | U6     | Maidstone, Chatham A229                                                                   |
| 36,8 (59,2) 37,2 (59,8)   | Maidstone, Sittingbourne, Sheerness A249                 | U7     | Maidstone, Sheerness A249                                                                 |
| 40,2 (64,7) 40,5 (65,1)   | Maidstone est A20                                        | U8     | Lenham A20                                                                                |
| 53,6 (86,3) 54,1 (87,0)   | Ashford A20 Tenterden, Canterbury A28 Faversham A251     | U9     | Ashford A20 Faversham A251                                                                |
| 56,2 (90,5) 56,5 (91,0)   | Nessun accesso                                           | U10    | Ashford A292                                                                              |
|                           | Ashford A292 Hastings A2070                              | U10a   | Hastings A2070                                                                            |
| 63,1 (101,5) 63,5 (102,2) | Canterbury B2068 Hythe A261                              | U11    | Canterbury B2068 Hythe (A261)                                                             |
| 65,7 (105,8)              | Nessun accesso                                           | U11a   | Tunnel della Manica                                                                       |
| 66,8 (107,5) 67,0 (107,8) | Cheriton, Tunnel della Manica A20                        | U12    | Cheriton, Tunnel della Manica A20                                                         |
| 68,0 (109,4) 68,1 (109,6) | Inizio dell'autostrada                                   | U13    | Folkestone A20                                                                            |
|                           | Folkestone A20                                           | U13    | La strada continua come A20 in direzione Dover                                            |